# Brandon Thomas-Asante
Solomon Brandon Michael Clarke Thomas Asante, meglio noto come Brandon Thomas-Asante (Milton Keynes, 29 dicembre 1998), è un calciatore ghanese con cittadinanza britannica, attaccante del Coventry City.

## Biografia
Nato in Inghilterra, suo padre è ghanese mentre sua madre giamaicana.

## Carriera

### Club
Il 31 agosto 2022 viene acquistato dal West Bromwich.
Il 1º agosto 2024 viene acquistato dal Coventry City.

### Nazionale
Nel maggio del 2024 viene convocato per la prima volta dal Ghana, nazionale delle sue origini, con cui esordisce il 10 giugno 2024 nel successo per 4-3 contro la Rep. Centrafricana.
Segna la sua prima rete alla terza presenza in nazionale, il 28 maggio 2025, nella gara del torneo amichevole Unity Cup persa 1-2 contro la Nigeria.

## Statistiche

### Cronologia presenze e reti in nazionale
| Cronologia completa delle presenze e delle reti in nazionale ― Ghana | Cronologia completa delle presenze e delle reti in nazionale ― Ghana | Cronologia completa delle presenze e delle reti in nazionale ― Ghana | Cronologia completa delle presenze e delle reti in nazionale ― Ghana | Cronologia completa delle presenze e delle reti in nazionale ― Ghana | Cronologia completa delle presenze e delle reti in nazionale ― Ghana | Cronologia completa delle presenze e delle reti in nazionale ― Ghana | Cronologia completa delle presenze e delle reti in nazionale ― Ghana |
| Data                                                                 | Città                                                                | In casa                                                              | Risultato                                                            | Ospiti                                                               | Competizione                                                         | Reti                                                                 | Note                                                                 |
| -------------------------------------------------------------------- | -------------------------------------------------------------------- | -------------------------------------------------------------------- | -------------------------------------------------------------------- | -------------------------------------------------------------------- | -------------------------------------------------------------------- | -------------------------------------------------------------------- | -------------------------------------------------------------------- |
| 10-6-2024                                                            | Kumasi                                                               | Ghana                                                                | 4 – 3                                                                | Rep. Centrafricana                                                   | Qual. Mondiali 2026                                                  | -                                                                    | 89’                                                                  |
| 9-9-2024                                                             | Berkane                                                              | Niger                                                                | 1 – 1                                                                | Ghana                                                                | Qual. Coppa d'Africa 2025                                            | -                                                                    | 71’                                                                  |
| 28-5-2025                                                            | Brentford                                                            | Ghana                                                                | 1 – 2                                                                | Nigeria                                                              | Amichevole                                                           | 1                                                                    | 46’                                                                  |
| 31-5-2025                                                            | Brentford                                                            | Trinidad e Tobago                                                    | 0 – 4                                                                | Ghana                                                                | Amichevole                                                           | -                                                                    | 73’                                                                  |
| Totale                                                               |                                                                      | Presenze                                                             | 4                                                                    |                                                                      | Reti                                                                 | 1                                                                    |                                                                      |

## Palmarès

### Club

#### Competizioni nazionali
- English Football League Trophy: 1

Salford City: 2019-2020